# Дарем Тауншип (округ Бакс, Пенсільванія)
Дарем Тауншип (англ. Durham Township) — селище (англ. township) в США, в окрузі Бакс штату Пенсільванія. Населення — 1094 особи (2020).

### Клімат
| Клімат : Дарем Тауншип  | Клімат : Дарем Тауншип | Клімат : Дарем Тауншип | Клімат : Дарем Тауншип | Клімат : Дарем Тауншип | Клімат : Дарем Тауншип | Клімат : Дарем Тауншип | Клімат : Дарем Тауншип | Клімат : Дарем Тауншип | Клімат : Дарем Тауншип | Клімат : Дарем Тауншип | Клімат : Дарем Тауншип | Клімат : Дарем Тауншип | Клімат : Дарем Тауншип |
| Показник                | Січ.                   | Лют.                   | Бер.                   | Квіт.                  | Трав.                  | Черв.                  | Лип.                   | Серп.                  | Вер.                   | Жовт.                  | Лист.                  | Груд.                  | Рік                    |
| Абсолютний максимум, °C | 21,4                   | 25,6                   | 31,0                   | 34,5                   | 34,6                   | 35,2                   | 38,9                   | 37,6                   | 35,9                   | 32,1                   | 27,1                   | 23,3                   | 38,9                   |
| Середній максимум, °C   | 3,1                    | 5,0                    | 9,8                    | 16,7                   | 22,1                   | 26,8                   | 29,2                   | 28,1                   | 24,4                   | 18,0                   | 11,9                   | 5,5                    | 16,8                   |
| Середня температура, °C | −1,7                   | −0,2                   | 4,1                    | 10,3                   | 15,7                   | 20,7                   | 23,2                   | 22,3                   | 18,2                   | 11,8                   | 6,4                    | 0,8                    | 11,0                   |
| Середній мінімум, °C    | −6,5                   | −5,4                   | −1,6                   | 3,9                    | 9,2                    | 14,6                   | 17,3                   | 16,4                   | 12,0                   | 5,7                    | 0,9                    | −3,8                   | 5,3                    |
| Абсолютний мінімум, °C  | −25,3                  | −21                    | −17,1                  | −8,6                   | −0,1                   | 4,3                    | 7,6                    | 4,7                    | 1,2                    | −5,1                   | −12,9                  | −19,3                  | −25,3                  |
| Норма опадів, мм        | 86                     | 72                     | 92                     | 103                    | 111                    | 110                    | 132                    | 104                    | 117                    | 114                    | 93                     | 103                    | 1239                   |
| Вологість повітря, %    | 68.4                   | 64.8                   | 60.1                   | 58.5                   | 63.1                   | 69.0                   | 69.0                   | 72.1                   | 72.6                   | 71.2                   | 69.6                   | 70.1                   | 67.4                   |
| ----------------------- | ---------------------- | ---------------------- | ---------------------- | ---------------------- | ---------------------- | ---------------------- | ---------------------- | ---------------------- | ---------------------- | ---------------------- | ---------------------- | ---------------------- | ---------------------- |
| Джерело: PRISM          |                        |                        |                        |                        |                        |                        |                        |                        |                        |                        |                        |                        |                        |

## Демографія
Згідно з переписом 2010 року, у селищі мешкали 1144 особи в 458 домогосподарствах у складі 332 родин. Було 518 помешкань
Расовий склад населення:
| - 97,8 % — білих - 1,0 % — азіатів - 0,3 % — чорних або афроамериканців - 0,1 % — корінних американців |

До двох чи більше рас належало 0,7 %. Частка іспаномовних становила 1,3 % від усіх жителів.
За віковим діапазоном населення розподілялося таким чином: 19,6 % — особи молодші 18 років, 63,3 % — особи у віці 18—64 років, 17,1 % — особи у віці 65 років та старші. Медіана віку мешканця становила 48,8 року. На 100 осіб жіночої статі у селищі припадало 112,6 чоловіків;  на 100 жінок у віці від 18 років та старших — 114,0 чоловіків також старших 18 років.
Середній дохід на одне домашнє господарство  становив 110 598 доларів США (медіана — 88 750), а середній дохід на одну сім'ю — 119 065 доларів (медіана — 96 731). Медіана доходів становила 80 347 доларів для чоловіків та 61 750 доларів для жінок. За межею бідності перебувало 5,6 % осіб, у тому числі 10,7 % дітей у віці до 18 років та 0,0 % осіб у віці 65 років та старших.
Цивільне працевлаштоване населення становило 615 осіб. Основні галузі зайнятості: виробництво — 21,6 %, освіта, охорона здоров'я та соціальна допомога — 20,5 %, науковці, спеціалісти, менеджери — 13,2 %, роздрібна торгівля — 11,4 %.